# Brasserie Cantillon
Brasserie-Brouwerij Cantillon (o cerveseria Cantillon) és una micro-fàbrica belga de propietat familiar situada a Anderlecht, Brussel·les i fundada l'any 1900. Elaboren exclusivament cervesa d'estil làmbic.

## Descripció
La cerveseria va ser fundada l'any 1900 per Paul Cantillon, el pare de la qual era cerveser així com la seva esposa, Marie Troch. El propietari actual (2015) és Jean van Roy, pertanyent a la quarta generació de cervesers, que porta treballant a la fàbrica des de 1989 i és el mestre cerveser des de 2002. El seu pare, Jean-Pierre van Roy, va elaborar la seva última cervesa l'any 2009. Des de la seva fundació, l'únic canvi important ha estat el canvi a l'ocupació d'ingredients orgànics en 1999.
Cantillon era una de les més de cent fàbriques de cervesa operatives a la ciutat de Brussel·les al moment de la seva fundació, i és l'única que va estar funcionant durant la dècada de 2000. A data de 2016, existeixen a Brussel·les altres tres cerveseres més: Brussels Beer Project Brewery, Brasserie de la Senne i En Stoemelings. L'any 2014, van Roy, va anunciar l'adquisició de més espai de maduració, doblegant la producció cap a 2016-17.

## Cerveses

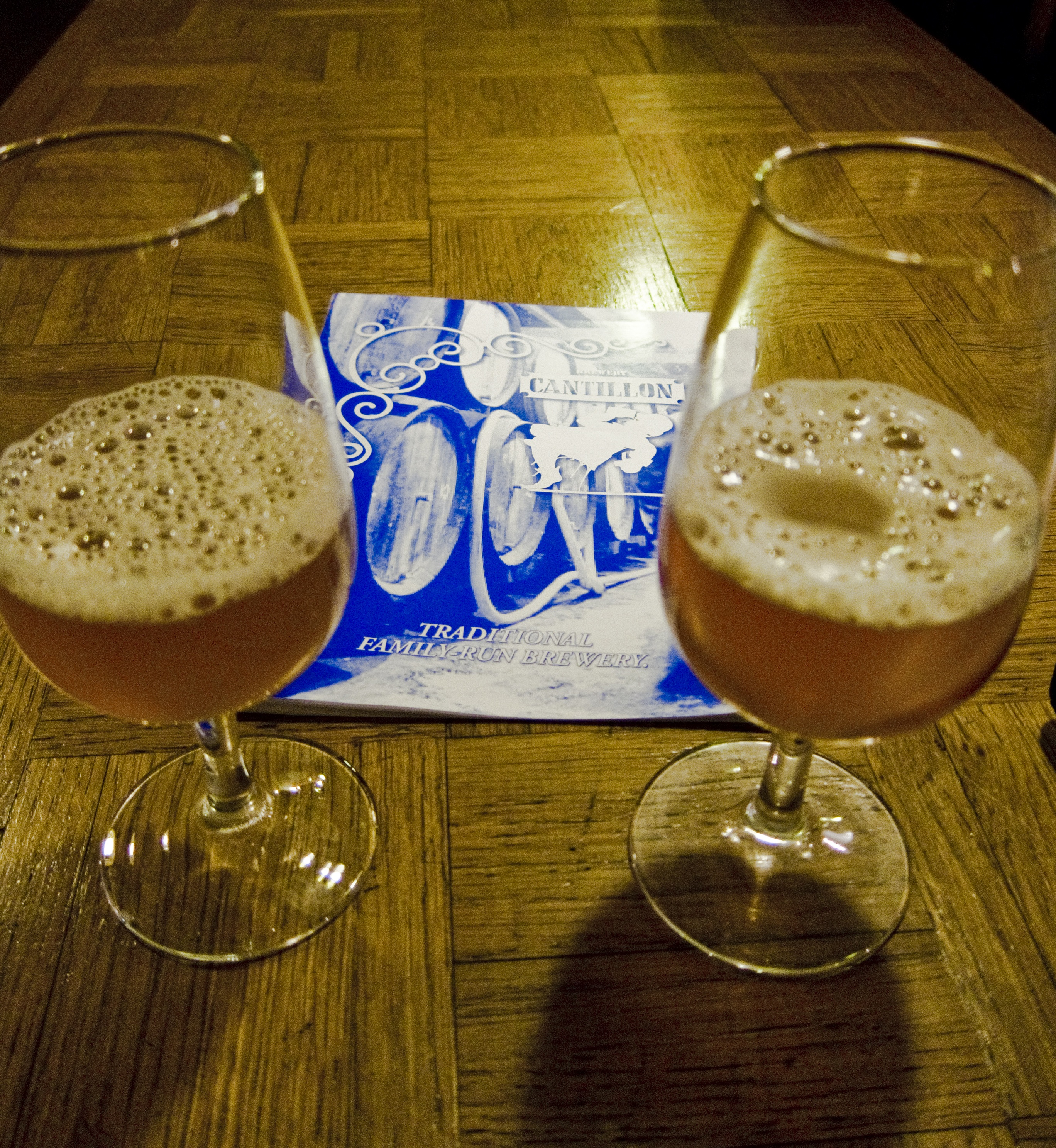
Cervesa gueuze

En el tradicional estil làmbic, les cerveses, amb un most de 2/3 d'ordi maltejat i 1/3 de blat sense maltejar, són fermentades espontàniament en cubes obertes situades en un àtic, envellides en tines de roure o de castanyer, barrejades (a partir de diferents lots i edats), embotellades, i després condicionades en ampolla durant un any. La meitat de la producció de la fàbrica de cervesa és gueuze i una vegada a l'any s'elabora un lot de Kriek. Per a l'elaboració de cerveses amb sabor de fruites, s'omplen barrils de diferents fruites i maceren durant tres mesos fins que es dissolen; i se li afegeix làmbic jove per proporcionar sucre i deslligar la fermentació.
- Blåbær: amb nabiu (realitzada anualment per a una tenda de Dinamarca)
- Cuvée Saint Gilloise: no és una gueuze tradicional, atès que està feta solament amb làmbic de dos anys, làmbic, no a partir d'una mescla de lots vells i joves. Se sotmet a dry-hopping a la tina durant tres setmanes amb llúpols Styrian Golding. La segona fermentació en ampolla s'aconsegueix amb l'addició d'una petita quantitat de sucre candi.
- Fou' Foune: amb albercocs.[4]
- Grand Cru Bruocsella: làmbic sense barrejar envellida durant tres anys i refermentada amb liqueur d'expedition[4]
- Gueuze.[4]
- Iris: conté 100% de ordi de malt color pale elaborada amb un 50% de llúpol fresc envellida durant dos anys i després sotmesa a dry-hopping amb llúpols Hallertau.[4][1]
- Kriek: làmbic amb cireres.[4]
- Lou Pepe Gueuze: realitzada a partir de cerveses de la mateixa edat, per la qual cosa no és estrictament una autèntica gueuze[4]
- Lou Pepe Kriek: amb major quantitat fruita (cireres)[4]
- Lou Pepe Framboise: amb major quantitat de fruites (gerds)[4]
- Mamouche: amb flor de saüc.
- Rosé de Gambrinus: estil framboise.[4]
- Sant Lamvinus: amb raïms Merlot i Cabernet Franc.[4]
- Soleil de Minuit: amb mora dels pantans (elaborada en 1999 i 2013)
- Vigneronne: amb raïm moscatell.[4]

## Museu del Gueuze

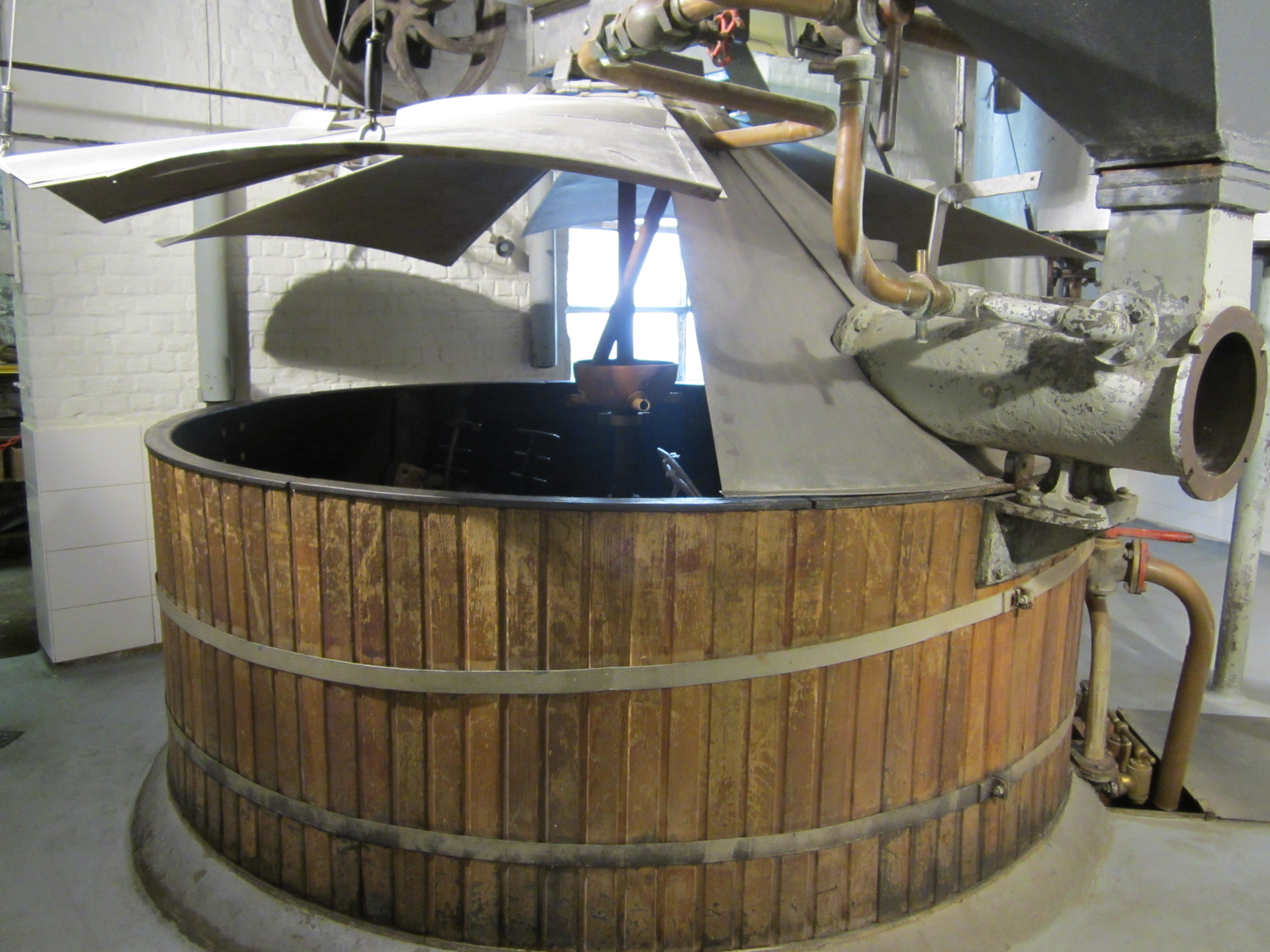
Cuba de maceració de la cerveseria Cantillon, que forma part del Museu del gueuze.

La fàbrica de cervesa també alberga el Museu del Gueuze. Patricia Schultz va seleccionar la fàbrica de cervesa i el seu museu en el seu llibre 1000 llocs que veure abans de morir.